# Kyphosus
Kyphosus é um género de peixes perciformes com distribuição natural nas águas tropicais e subtropicais do Indo-Pacífico e do Oceano Atlântico. Várias espécies do gênero são conhecidas pelo nome comum de pirajica, piranjica, pirangica, cadu.

## Espécies
O género Kyphosus inclui 15 espécies validamenter descritas:
- Kyphosus analogus T. N. Gill, 1862
- Kyphosus atlanticus K. Sakai & Nakabo, 2014 [3]
- Kyphosus bigibbus Lacépède, 1801
- Kyphosus cinerascens Forsskål, 1775
- Kyphosus cornelii Whitley, 1944
- Kyphosus elegans W. K. H. Peters, 1869
- Kyphosus gladius Knudsen & Clements, 2013
- Kyphosus hawaiiensis K. Sakai & Nakabo, 2004
- Kyphosus incisor G. Cuvier, 1831
- Kyphosus lutescens D. S. Jordan & C. H. Gilbert, 1882
- Kyphosus pacificus K. Sakai & Nakabo, 2004
- Kyphosus sandwicensis Sauvage, 1880
- Kyphosus sectatrix Linnaeus, 1758
- Kyphosus sydneyanus Günther, 1886
- Kyphosus vaigiensis Quoy & Gaimard, 1825

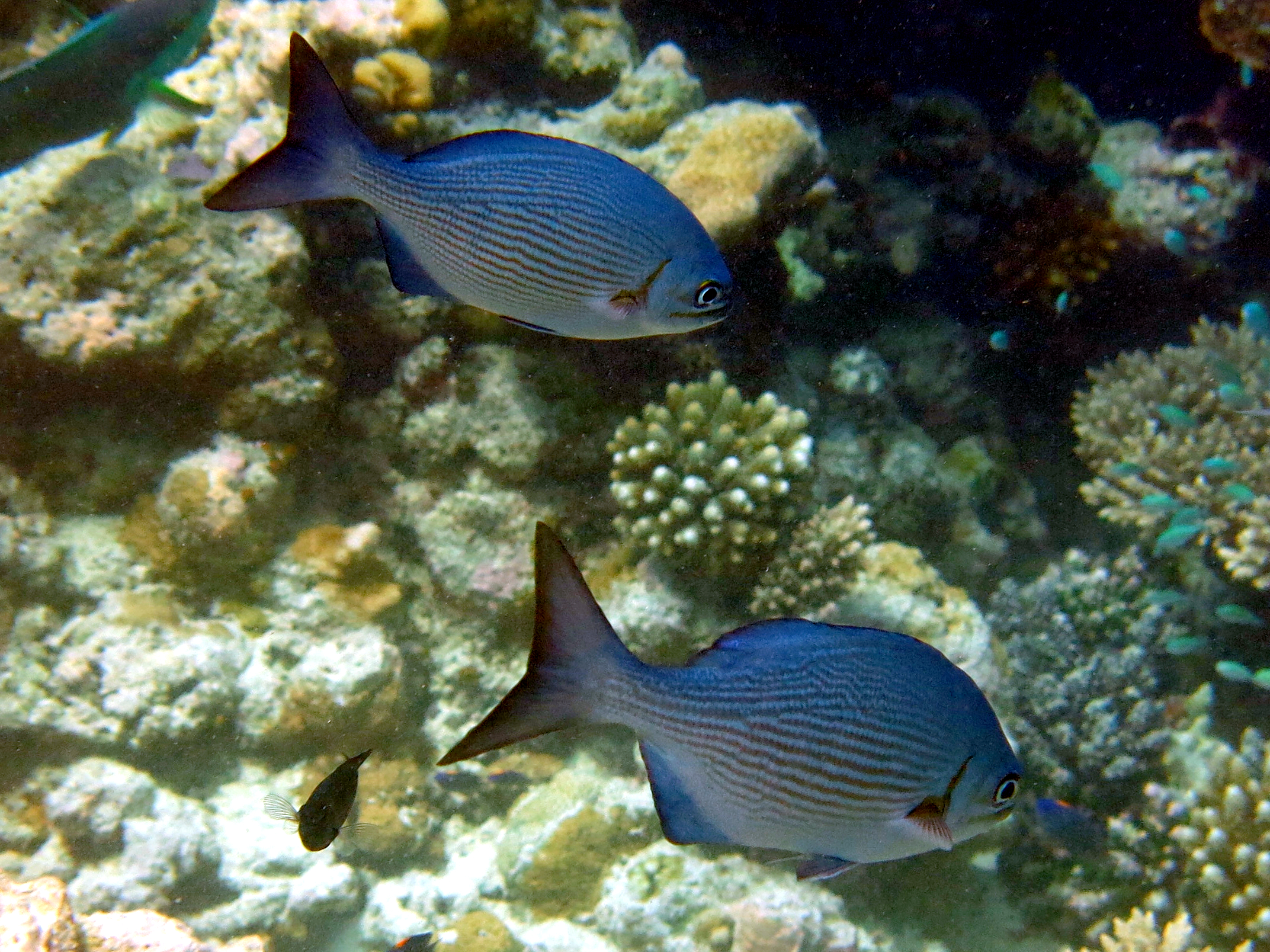
Kyphosus bigibbus
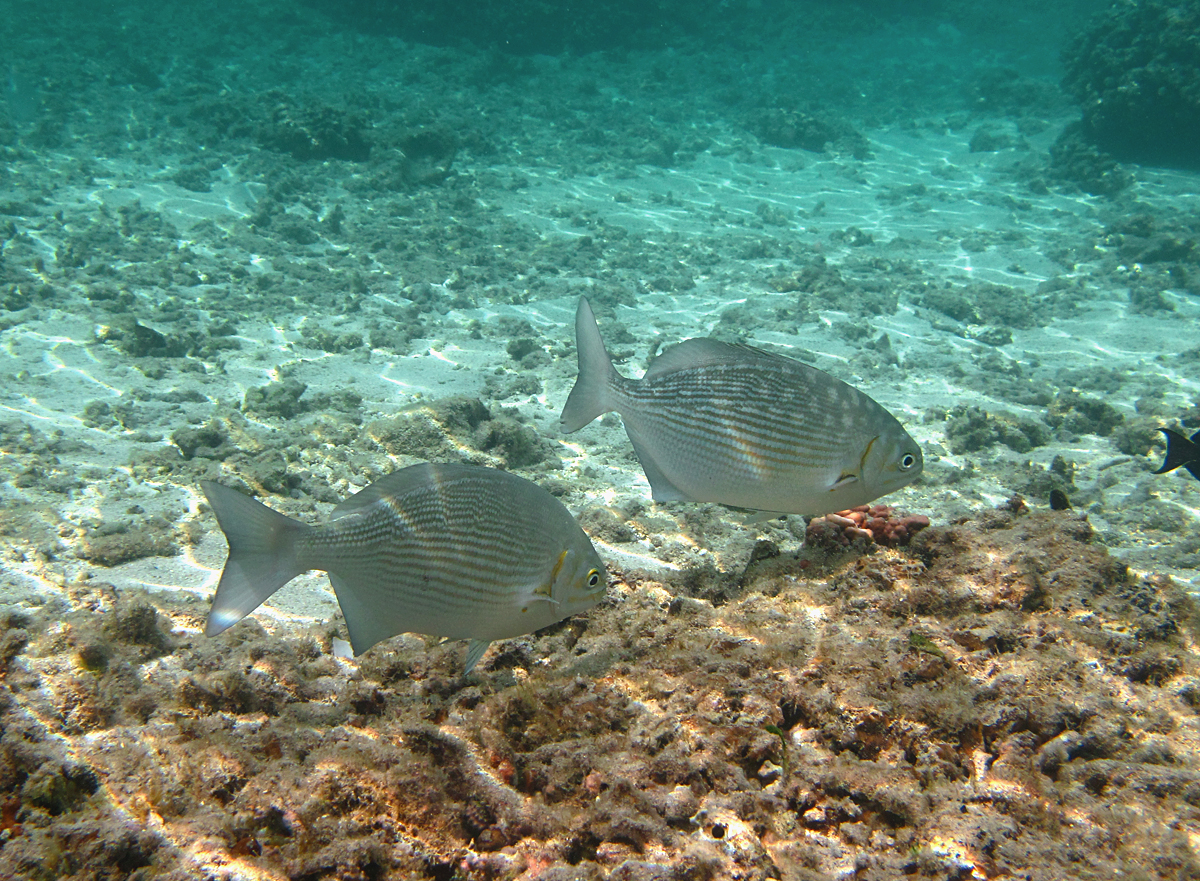
Kyphosus cinerascens
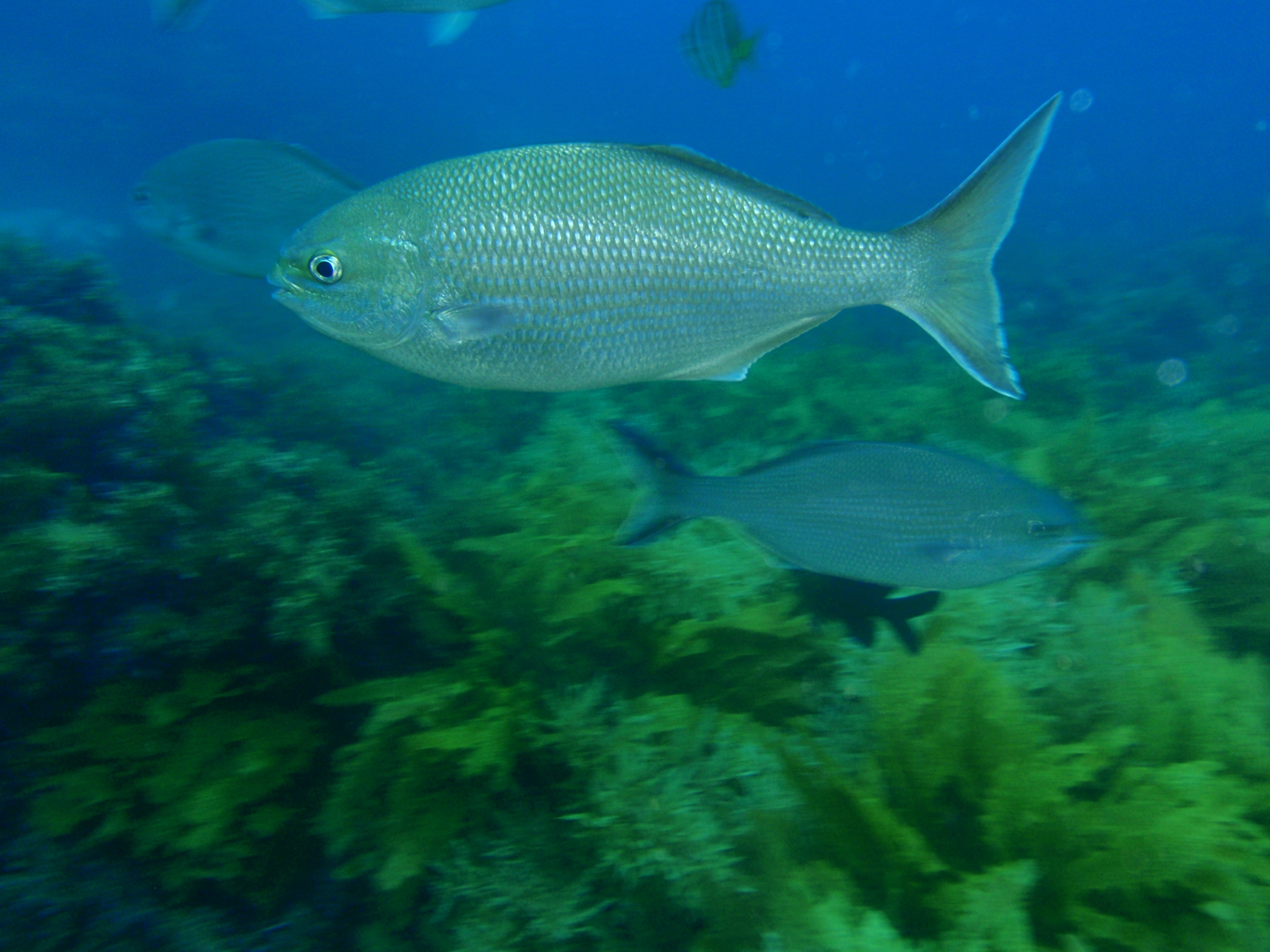
Kyphosus cornelii
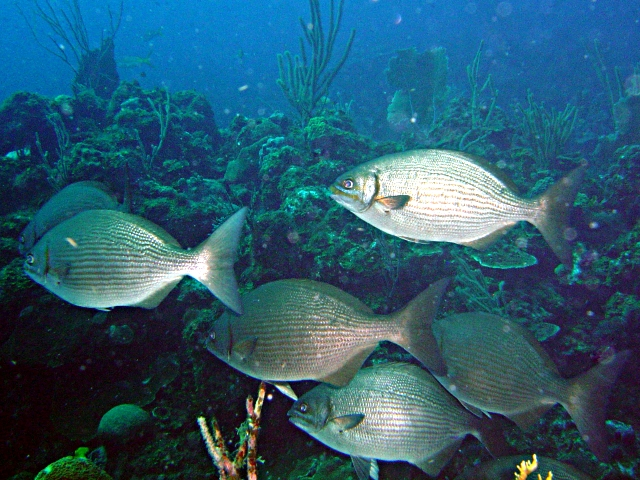
Kyphosus sectator
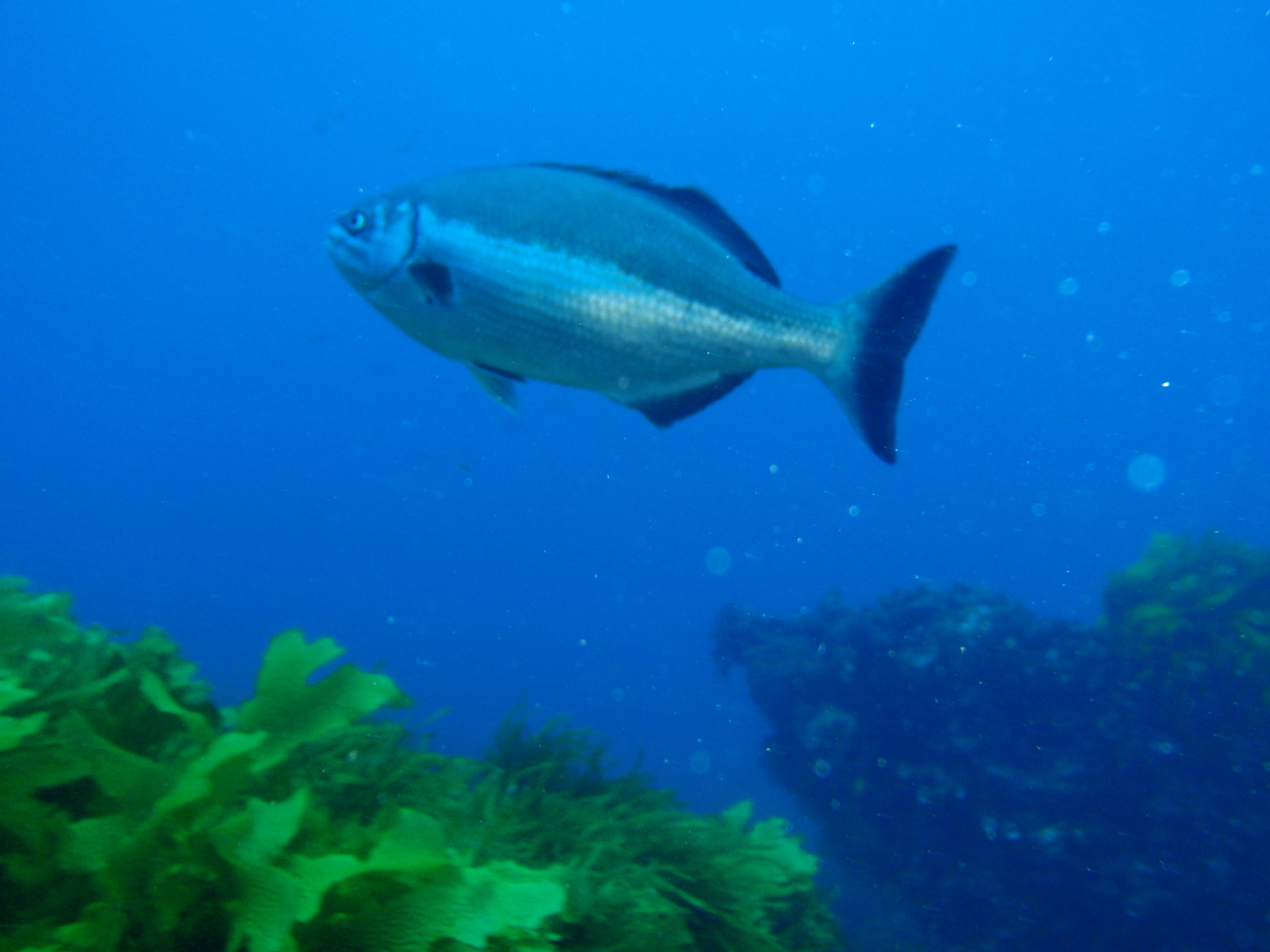
Kyphosus sydneyanus
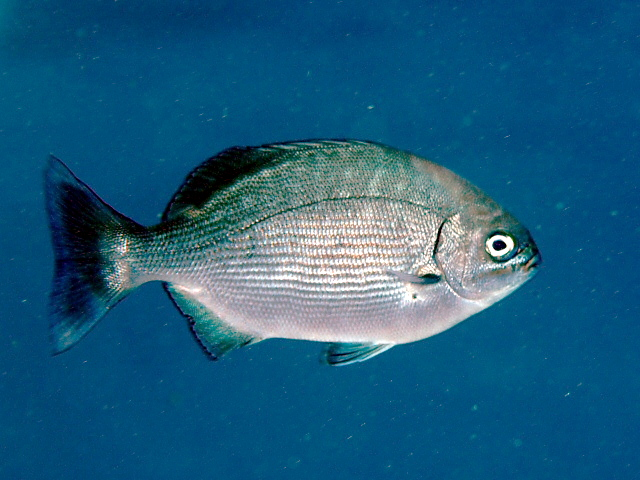
Kyphosus vaigiensis